# Port lotniczy Bhisho
Port lotniczy Bhisho (IATA: BIY, ICAO: FABE) – port lotniczy położony w Bhisho, w Prowincji Przylądkowej Wschodniej, w Republice Południowej Afryki.